# Adolfo Aldana
Pour les articles homonymes, voir Aldana (homonymie).
Adolfo Aldana est un footballeur international espagnol né le 5 janvier 1966 à San Roque. Il évolue principalement au poste de milieu de terrain, du milieu des années 1980 jusqu'à la fin des années 1990.

## Biographie

### Carrière en club
Adolfo Aldana commence sa carrière dans l'équipe junior du Real Madrid. Il rejoint ensuite l'équipe réserve du Real Madrid, le Real Madrid Castilla, puis il rejoint l'équipe première du Real Madrid où il joue 72 fois et gagne de nombreux trophées nationaux.
La suite de sa carrière se déroule dans d'autres clubs : il joue 96 matchs avec le Deportivo La Corogne mais il ne gagne aucun titre. Puis il termine sa carrière au CP Mérida après avoir joué 10 matchs en faveur de l'Espanyol Barcelone.

### Carrière en sélection
Adolfo Aldana joue 2 matchs de qualification pour la Coupe du monde 1994 et deux matchs amicaux avec la Roja pour laquelle il marque un but. Cependant une blessure contractée au Deportivo La Corogne l'empêche de prétendre à une place dans la sélection espagnol pour la Coupe du monde 1994.

### Carrière d'entraîneur
Après avoir obtenu son diplôme d'entraîneur, il entraîne l'équipe d'Andalousie.

## Palmarès
- Real Madrid
  - Champion d'Espagne en 1988, 1989 et 1990
  - Vainqueur de la Coupe d'Espagne en 1989
  - Vainqueur de la Supercoupe d'Espagne en 1988, 1989 et 1990
- Deportivo La Corogne
  - Vainqueur de la Coupe d'Espagne en 1995
  - Vainqueur de la Supercoupe d'Espagne en 1995